# 性犯罪
性犯罪（せいはんざい）とは、不同意性交等罪、不同意わいせつ罪など性的自由を侵害する犯罪や、公然わいせつ罪、わいせつ物頒布等の罪などの総称である。性犯罪の根底には加害者にとって都合の良い「認知のゆがみ」があるため、性犯罪専門の矯正が必要になる。

## 概説
他人の自由を奪う性犯罪としては、暴行又は脅迫により行われる性犯罪である不同意性交等罪が代表的なものである。参考として警察庁の資料によると、暴力的性犯罪という分類もみられる。また社会の風俗を乱す性犯罪として、公然わいせつ罪、わいせつ物頒布罪などがある。
性犯罪においては、もし被害にあっても、世間体をはばかり恥と考えたり報復を恐れたりして、訴え出ない場合（暗数）が多いと言われる。日本でも、海外でも、軽い性犯罪を届け出ない場合（暗数）は多い。
2017年の刑法改正により、性交等には性交・肛門性交・口腔性交ほか、膣や肛門に陰茎以外の体の一部または物を挿入する行為も含まれるようになり、被害者が女性に限定されなくなり、現行法では非親告罪に変更されている。しかし、男性の被害者は羞恥や声を上げづらいことからその5割が周囲に相談していない調査結果もある。

なお、13歳未満の者に対するわいせつ・性交等、または、13歳以上16歳未満の者に対して、その者と5歳以上の年齢が上の者がするわいせつ・性交等は、基本的に不同意わいせつ罪（刑法176条3項）・不同意性交等罪（同法177条3項）に該当する。

## 分類

### 暴力的性犯罪
- 不同意性交等罪 (強姦)
- 不同意わいせつ罪
- 強盗・不同意性交等罪
- わいせつ目的の略取・誘拐
- 女性器切除[注 1]

### その他の性犯罪（刑法犯）
- 公然わいせつ
- わいせつ画像等の販売や公開
- 色情狙いの窃盗（下着泥棒など）

### その他の性犯罪（特別法、条例違反）
- 盗撮（迷惑防止条例、軽犯罪法、住居侵入罪）
- 痴漢（迷惑防止条例、不同意わいせつ罪）
- セクシャルハラスメント（男女雇用機会均等法、迷惑防止条例、不同意わいせつ罪）
- 児童買春・児童ポルノ製造等（児童福祉法、児童ポルノ禁止法）
- のぞき・つきまとい（ストーカー規制法、軽犯罪法、迷惑防止条例）
- リベンジポルノ（リベンジポルノ防止法、わいせつ物頒布等の罪、名誉毀損罪）

### 性犯罪には該当しないが法に抵触する行為
- 淫行（青少年保護育成条例、いわゆる淫行条例）
- 児童ポルノ単純所持

## 統計
性犯罪は幅広い犯罪を包括する概念であるが、その中でも特に代表的かつ重要な犯罪である不同意性交等罪と不同意わいせつ罪の認知件数は、警察庁が発表する犯罪統計によると以下の通りである。
いずれの犯罪においても、被疑者の99%以上が男性であり、逆に被害者の97%程度が女性である。
| 年度   | 不同意性交等 | 不同意性交等 | 不同意性交等 | 不同意性交等 | 不同意性交等 | 不同意わいせつ | 不同意わいせつ | 不同意わいせつ | 不同意わいせつ | 不同意わいせつ |
| 年度   | 認知件数     | 被疑者       | 被疑者       | 被害者       | 被害者       | 認知件数       | 被疑者         | 被疑者         | 被害者         | 被害者         |
| 年度   | 認知件数     | 男           | 女           | 男           | 女           | 認知件数       | 男             | 女             | 男             | 女             |
| ------ | ------------ | ------------ | ------------ | ------------ | ------------ | -------------- | -------------- | -------------- | -------------- | -------------- |
| 2021年 | 1,388        | 1,244        | 7            | 58           | 1,330        | 4,283          | 2,887          | 16             | 172            | 4,111          |
| 2020年 | 1,332        | 1,173        | 4            | 72           | 1,260        | 4,154          | 2,742          | 18             | 159            | 3,995          |
| 2019年 | 1,405        | 1,172        | 6            | 50           | 1,355        | 4,900          | 2,910          | 16             | 139            | 4,761          |
| 2018年 | 1,307        | 1,084        | 4            | 56           | 1,251        | 5,340          | 2,915          | 8              | 188            | 5,152          |
| 2017年 | 1,109        | 906          | 4            | 15           | 1,094        | 5,809          | 2,828          | 9              | 199            | 5,610          |
| 2016年 | 989          | 871          | 4            | 0            | 989          | 6,188          | 2,790          | 9              | 247            | 5,941          |

## 性犯罪をめぐる現代的な問題点

### 立証の困難性
- 被疑者・被告人となった者が合意を主張する場合、刑事事件においては検察側が強いられる立証の困難の問題がある。日本の刑法では、暴力や脅迫があったか、被害者が抵抗不能だったと検察が証明しなければ強制性交とは認められない。検察側立証には被害者の証言以外に目ぼしい証拠がない場合も多く、捜査機関側には不公平な重荷が科されている[11]。
- 民事事件において不法行為責任を追及する場合には暴力や脅迫の立証までは求められないものの、合意がないことについては被害者側に挙証責任がある。また、検察と違って相手方に対する強制的な捜査権を持たない被害者が立証することとなり、刑事事件とは異なる立証の困難性がある。
- 性行為そのものは犯罪ではなく、一定の人間関係があれば行いうるものである。また、知り合いの性行為について犯罪であるとして立件する場合に、その場合は仮に性行為が立証できたとしてもそれによって行為者の性犯罪を推認することは困難である。そのため、性行為に至る経緯を詳細に調査しないと、合意の有無を判断することは難しい。また、単純に、性行為が行われる状況では、通常、目撃者が少ないといった問題もある。
- 不同意性交被害者が法廷や取り調べの場で、加害者につけいる隙を作ったか否かを詮索されたり、被害者が異性との交友関係、性体験の有無について詮索されることがある、複数の異性の警官の前で等身大の人形相手に事件を再現させられる[11]という指摘があり、実際、裁判実務上でも、このような例は後を絶たないと指摘される。
- 性的同意年齢に満たない16歳未満の子供が被害者である場合は合意の有無に関係なく犯罪であるとされる（そもそも法的に有効な合意は取りえない）。しかし、被害児童の性に対する知識不足や証言の信憑性に対する疑いから、明確な物的証拠（例えば被疑者の体液が残留していたり犯罪行為をビデオなどに記録した物が押収されるなど）がないと、犯罪行為の有無自体の立証が難しいケースが多い。そもそも被害児童に自分が犯罪の被害者になったという認識自体がない場合が多く、犯罪行為自体がなかなか発覚しにくいという問題がある。これについては早期の性教育を行うことで、子供に自身が性的搾取から保護されるべき権利主体であることを認識させようとする動きがある一方、子供が性知識を持つことに難色を示す意見もある。

### 「第二の被害」
法廷や取り調べで被害者がフラッシュバックを起こしたり、証言・陳述の内容が不同意性交（レイプ）や性的被害の再現であったりする場合の被害者の精神的苦痛は、第二の性的被害（セカンドレイプ、セカンドハラスメント）と呼ばれて問題視されている。刑事訴訟では伝聞証拠禁止の原則があるために、被告人及び弁護側が被害者である証人の調書に同意しなければ、一部の例外を除き原則として被害者は証言を証拠として認められるには法廷に出廷して証言する必要がある。
法廷において加害者側の弁護人が、あたかも「被害者側に原因があった（性的に挑発的な服装や行動をしていた）」かのように弁明したり、被害者側の性的交渉の経歴等を執拗に追及や公表をしたりと、その法廷戦術が問題になることが見られる。一例として、不同意性交被害に遭った女性が被害届を出したことを犯人が逆恨みし、出所後に被害者を捜し出して刺殺したJT女性社員逆恨み殺人事件の第一審（東京地方裁判所）では、初公判・被告人質問で被告人が「彼女にも落ち度があったんじゃないかと思っています。見知らぬ男から声を掛けられれば注意するのが普通だと思います」、「警察に届けないという約束を破ったので、彼女に会って謝ってもらいたかった。被害者が被害届を出したことを謝れば殺さなかった」などと、被害者に落ち度があったことを主張し、山室惠裁判長から「『警察に届けない』というのが約束になると君は今でも思っているのか？相手が、君に申し訳ないと言うと思ったのか」「強姦された女性が警察に被害届を出したのは当たり前じゃないか」と叱責された。また、同事件の最終弁論では、弁護人が「深夜、偶然出会った被告人と2人で飲食し、店を出て深夜の夜道を歩いたのは被害者も軽率で、重大な落ち度だった。その軽率な行為が強姦事件に結びつき、その後、ストーカー的に付きまとった被告人が10万円を要求、警察に逮捕されたことを恨んだ被告人から7年半後に殺される結果になった」と、被害者の名誉を傷つけるような弁明をしたのに対し、傍聴席から「ふざけるな」と罵声が飛んだ。
また、警察制度において被害者への対応は女性（性犯罪捜査指導官や性犯罪捜査指定官）が行ったり、科学警察研究所などが被害者から聞き取り調査を行ったり、司法制度において「性犯罪の告訴義務期間撤廃」「遮へい措置」「ビデオリンク方式」「心理カウンセラーの証人付き添い」「被害者特定事項の秘匿」など、被害者へ配慮する制度が整備されるなどの改善への兆しはみられるようになってきている。
しかし、真実は何の被害も受けていないにもかかわらず性犯罪被害を捏造した事件も存在するほか、誤った証言をしてしまうケースもある。また、特に被害者が児童である場合には保護者や捜査機関の先入観を持った質問に迎合し、虚偽の証言に至るケースもある。このため、被害者証言に対し、反対尋問をはじめとする検証を行わずに信用性を肯定することは困難である。
また、裁判員制度導入以降、検察側は裁判員選出過程において被害者に配慮し、下記に該当する裁判員（補充裁判員も含む）を忌避（不選任請求）している。
1. 被害者が候補者名簿を見て知人の可能性を指摘した人
2. 被害者と居住地域が同じ人
3. 被害者と学校や職場が同じ人

しかし、除外対象者が、裁判員法で忌避（不選任請求）可能な人数を超過したためとして、そのまま裁判員候補に選任されてしまった事例がある。引用の事例では、被害者と面識のある者はいなかったとされるが、被害者の知人を裁判員対象から忌避できない可能性が指摘されており、「第二の被害」の新たな可能性が懸念されている。
裁判員裁判のうち、性犯罪事件では裁判員に男性が占める割合が64％と、他の犯罪に比べて10％も高い。被害者と同性の裁判員は加害者に厳しいとみた弁護人が、選任過程で女性候補者を不選任請求（忌避）したと見られる。

## 再犯について
性犯罪を犯す者の中には性依存症になっているケースも多く、「常習性がある」「再犯の可能性が高い」と言われることが多い。性犯罪の再犯率については、性犯罪の様態によって様々な調査結果が報告されており、他の刑法犯と比べて高いという指摘もあれば、そうではないという意見もある。
2020年6月、日本政府は性犯罪者の再犯防止のために、性犯罪者へのGPSの装着義務化を検討課題に挙げた。2年程度を目途に、海外の事例を踏まえて必要な検討を行うとしている。なお、アメリカや韓国ではすでに義務化されており、韓国では再犯率が8分の1程度に下がったという。

### 再犯率
一般に、再犯率とは罪を犯した者のうち再度罪を犯した者の割合であるが、報道などで再犯率について言及される場合「再犯率」と記されていても再犯者率（検挙された者のうち過去にも検挙されたことのある者の割合）など異なる統計の数値が使われていることがあり注意を要する。また、再犯率は、罪を犯した者の定義、調査対象者の属性、調査年数、調査対象者の服役期間、対象の再犯が全ての犯罪か同種の犯罪のみかなどで数値が変わってくるため見る際や比較をする際にはどういう定義・調査による数値かを確認する必要がある。
毎年公表される統計で再犯状況を知る一助となるものに再入率があり、これは刑事施設を出所した者のうち一定期間内に新たに罪を犯し再度入所した者の割合である。全再入率の他に一部の罪名別の再入率の統計もあり、2011年に刑事施設を出所した者の2015年末までの再入率を前回入所した際の罪名別に見ると、高い方から順に覚醒剤取締法違反が49.4%、窃盗が45.7%、傷害・暴行が36.1%、詐欺が29.8%、不同意性交(強姦)・不同意わいせつが24.1%、強盗が19.6%、放火が19.0%、殺人が10.3%であった。また、前回入所した時と同一罪名で再入所した者のみの割合で見ると高い方から順に覚醒剤取締法違反が39.3%、窃盗が34.3%、詐欺が15.3%、傷害・暴行が7.2%、不同意性交・不同意わいせつが4.6%、放火が2.8%、強盗が2.5%、殺人が0.2%であった。
再犯率の数値は、毎年の統計としては公表されないが特別の調査によるものが公表されることがある。以下の記述では、「性犯罪再犯率」とは調査対象者のうち性犯罪を含む罪名で再び有罪の確定裁判を受けた者の割合を指し、「全再犯率」とは調査対象者のうち罪名を問わず再び有罪の確定裁判を受けた者の割合を指す。
法務総合研究所による2008年7月1日から2009年6月30日までに懲役刑の有罪判決が確定した性犯罪者を対象にした調査によると、裁判確定から5年経過時点での性犯罪再犯率は13.9%、全再犯率は20.7%であった。
痴漢や盗撮については、不同意性交（強姦）や不同意わいせつと比べて再犯率が高いことが法務総合研究所により報告されている。その調査によると、実刑となった者や出所している者の割合、出所した者の服役期間に違いがあり「平均再犯可能期間」が異なるため単純比較はできないが、裁判確定から5年経過時点での性犯罪再犯率は、痴漢犯が36.7%、盗撮犯が28.6%でこれは単独不同意性交犯の0.9%や強制わいせつ犯の8.1%と比べて高く、全再犯率でも痴漢犯が44.7%、盗撮犯が36.4%、単独不同意性交犯が3.6%、不同意わいせつ犯が16.0%と同様の傾向であった。
性犯罪者の再犯率は一般的な犯罪の再犯率よりも低いという意見もある。アメリカ合衆国司法省によれば、3年後の再犯率は5％、15年後の再犯率は24％と報告されている。カナダ公安省によれば、5年および10年の再犯の推定値は、再犯基準として有罪判決のみを使用した研究では17％および21％と報告されている。
こうした調査についてアメリカ合衆国司法省は、「性犯罪の再犯率は過小評価されており、真の再犯率ではない」と指摘している。その理由として、性的暴行のほとんどが警察に報告されないこと、調査方法によって再犯の定義や測定にばらつきがあることなどを挙げている。

### 子供に対する性犯罪
子供に対する性犯罪は、性犯罪の中でも再犯率が高いことで知られている。例えば、1999年中に刑事施設を出所した性犯罪者を対象にした調査では、被害者に13歳未満の者が含まれる者の2004年12月31日時点での性犯罪再犯率は22.2%、全再犯率は50.5%でこれは被害者に13歳未満の者が含まれない者の性犯罪再犯率9.4%、全再犯率38.0%に比べて高い数値であった。ただし、別の調査によれば裁判確定から5年経過時点での性犯罪再犯率は、執行猶予者については被害者に13歳未満の者が含まれる者が12.2%、含まれない者が10.4%、出所受刑者については被害者に13歳未満の者が含まれる者が10.6%、含まれない者が18.2%であり、どちらについても「13歳未満の被害者の有無と性犯罪再犯率に明確な関連は認められなかった」と分析されている。
もともと暗数の多い性犯罪の中でも、子供に対する性犯罪は特に暗数が多いとされる。これは、子供は被害に遭っても正しい認識が持てないことや、それゆえ加害者による口止め効果も高いことなどが背景にある。

## 対応

### 被害直後
性犯罪の被害に遭った場合の対応として、内閣府男女共同参画局は次のことを推奨している。
1. まずは安全な場所、安心できる場所に移動する。
2. 不安な場合は警察や支援センターに連絡する。
  1. 警察の性犯罪被害相談電話 #8103 (ハートさん)
  2. 性犯罪・性暴力被害者のためのワンストップ支援センター #8891 (はやくワンストップ)
  3. チャットまたはメールで相談ができるCure time
3. 妊娠や性感染症の不安がある場合は、なるべく早めに医療機関に相談する。
  1. 被害から72時間以内であれば、緊急避妊薬の服用により妊娠を防ぐことができる。
4. 薬物を盛られた可能性がある場合も、なるべく早めに医療機関に相談する。
  1. 「意識がもうろうとした」、「記憶がない・あいまい」、「からだが思うように動かなかった」という場合は、睡眠薬などの薬物を盛られた可能性がある。
  2. 早いものでは数時間で体外に排出されるので、なるべく早く検査を受ける。

警察や病院に行く際には、次の物を証拠として持参すると良い。なお、これらのものは、なるべく洗わずにそのまま持参する。また、体についても、なるべく洗わずに行った方が良い。
- 被害にあった時に着ていた衣服・下着
- 被害にあう前に飲んだもの・食べたものの残り、食器など

### 被害者支援
周囲の者による支援（援助資源の確立）が重要である。心的外傷後ストレス障害 (PTSD) の症状がみられる場合は、適切な治療・心理的ケアを行う（「PTSD#治療」を参照）。
また、被害者が「なぜ自分は逃げられなかったのか」という自責感を持つ場合、よく傾聴したうえで、自分を責める必要はないということを温かく伝えていくことも大切である。

### 加害者治療
再犯防止に向けて加害者の治療も重要であり、薬物療法（特にホルモン療法）と認知行動療法の併用が効果を示した事例もある。
また、性犯罪の再犯への対策のため、法務省は性犯罪者処遇プログラムを2006年より実施している。法務省としては、「処遇プログラムの継続的実施と実施者の育成」や「効果的な処遇に資する実証研究の推進」を行っていくことが必要としている。

## 主な性犯罪事件
以下のカテゴリーを参照
- Category:性犯罪
- Category:性犯罪事件
- Category:日本の性犯罪
- Category:アメリカ合衆国の性犯罪
- Category:大韓民国の性犯罪事件
- Category:中国の性犯罪

## 性犯罪を主題とした作品
強姦についてはCategory:強姦を題材とした作品を参照。

### 映画
- 『スポットライト 世紀のスクープ』
- 『告発の行方』
- 『トガニ 幼き瞳の告発』
- 『コンクリート』
- 『ら』
- 『私は絶対許さない』
- 『SHE SAID/シー・セッド その名を暴け』